# 日清議和紀念館
33°57′32.4″N 130°56′54.0″E / 33.959000°N 130.948333°E

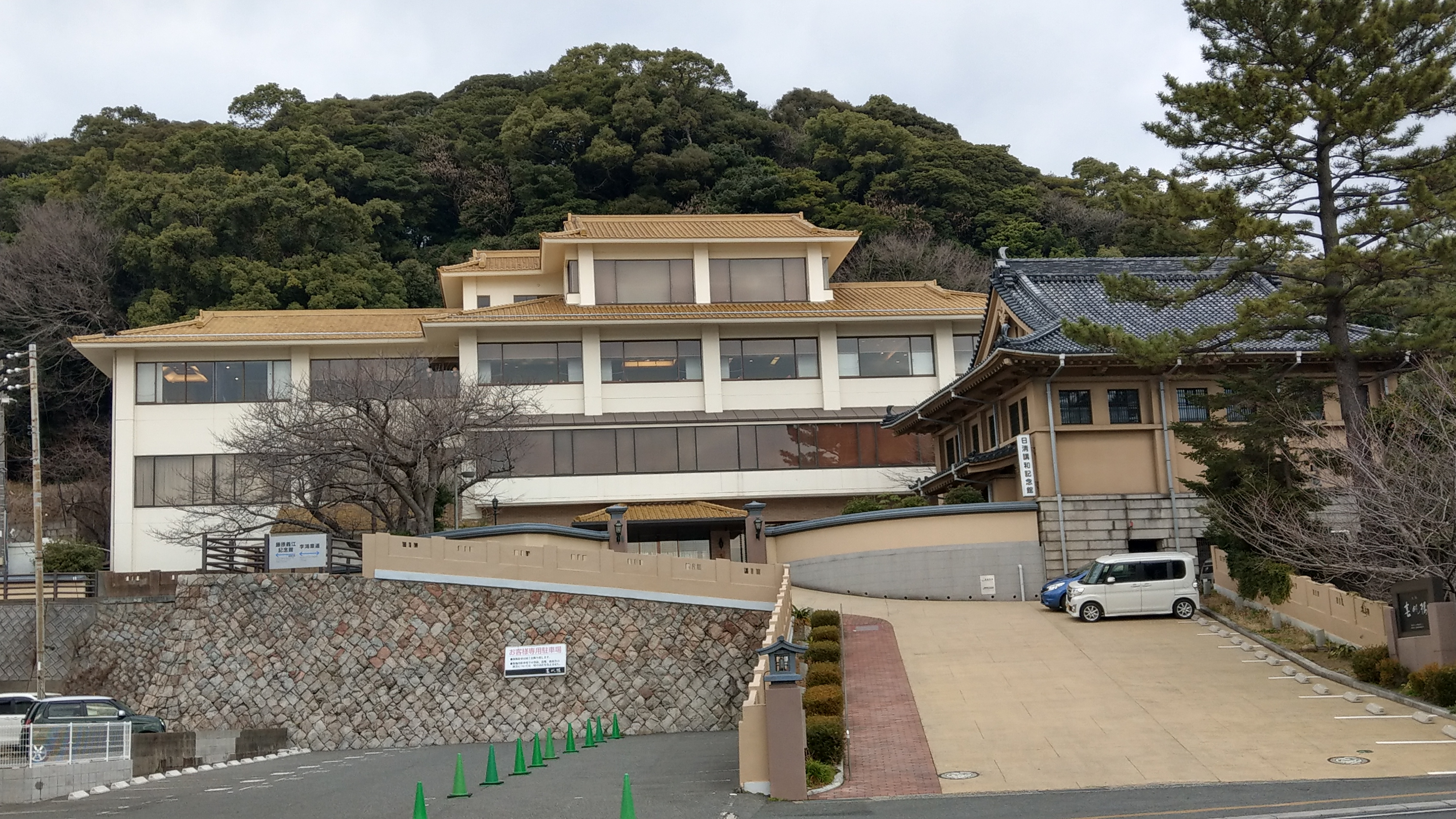
1985年重建的春帆樓，右側即為1937年設立的日清議和紀念館

日清議和紀念館是位於日本山口縣下關市阿彌陀寺町春帆樓旁，以中日於1895年簽署的《馬關條約》為主題的紀念館，由下關市立歷史博物館負責管理。

## 历史
1894年日本與大清帝國發生甲午戰爭，隔年雙方在春帆樓展開和談，在歷經29天的談判後，日清雙方在春帆樓簽屬馬關條約；1937年6月，日本政府在春帆樓旁設立「日清議和紀念館」，重現當時談判會議上的場景，並展示當時談判雙方使用的相關文書資料。
紀念館建築為鋼筋混泥土建造之一層樓建築物，瓦葺屋頂，建築面積138平方公尺。在太平洋戰爭末期，當年簽屬馬關條約的春帆樓建物於1945年因美軍的空襲而遭燒毀，但日清議和紀念館及內部文物躲過此劫仍留存至今，2011年此館被日本政府列為登录有形文化财。

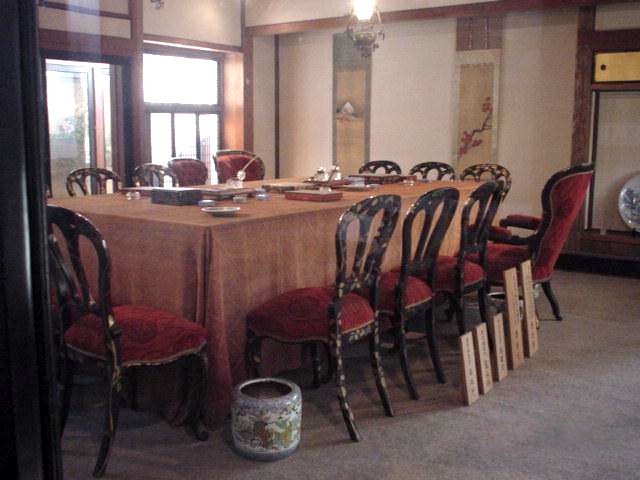
日清議和紀念館內展示的1895年談判會場的重現

## 外部連結
- （日語） 日清議和紀念館 （页面存档备份，存于）